# Itaipú
Itaipú je 3. nejvýkonnější vodní elektrárna na světě. Leží na řece Paraná, na hranicích Brazílie a Paraguaye. Výstavba byla zahájena v roce 1975 po podepsání smlouvy mezi oběma státy o statutu stavby jako nadnárodní nezávislé společnosti, nepatřící ani jednomu ze států. Stavba byla dokončena v roce 1982 (resp. začala se plnit nádrž). Její hráz je 7,76 km dlouhá a 196 metrů vysoká. Osmnáct generátorů, každý s celkovým výkonem přes 730 MW, během roku vyprodukuje přes 75 TWh elektrické energie, v posledních letech nad 92 TWh a v roce 2016 dokonce přes 103 TWh, což je největší naměřená hodnota na světě. Elektrárna pokrývá zhruba 15 % spotřeby elektrické energie Brazílie a 90 % spotřeby Paraguaye. Při napouštění přehradní nádrže došlo k zaplavení vodopádů Guaíra. Výraz Itaipu byl původně název ostrova na řece Paraně. V překladu tento název znamená „zpívající kámen“.

Panorama